# Olmeda de las Fuentes
Olmeda de las Fuentes (jusqu'en 1954, Olmeda de la Cebolla) est une commune en Espagne, située dans la partie est de la communauté de Madrid, à 50 km de la capitale et 24 km de Alcalá de Henares. Sa population est de 283 habitants (INE–2008), appelés olmedeños/as. La commune a une superficie de 16,73 km² et est à une altitude de 794 mètres.

## Personnalités liées à la commune
Pedro Páez Jaramillo, premier européen à attendre les sources du Nil Bleu en 1618, y est né en 1564.
À partir de la seconde moitié du XXe siècle, de nombreux artistes et intellectuels, et en particulier des peintres, ont choisi de résider à Olmeda. Parmi ceux-ci, Álvaro Delgado Ramos, Luis García Ochoa, Alberto Moreno Balaguer, le couple Pilar Aranda et Francisco San José, Ricardo Toja, Vela Zanetti, Secundino Rivera, José Frau, la peintre française Lucie Geffré, ou encore Eugenio Fernández Granell, qui est enterré à Olmeda.

## Transports publics
Olmeda de las Fuentes dispose de trois lignes de bus. L'une a son terminus sur l'Avenida de América, en liaison avec les lignes 4, 6, 7 et 9 du Metro de Madrid.
Ligne 260: Alcalá de Henares - Ambite-Orusco
Ligne 261: Madrid (Avda. América) - Nuevo Baztán - Villar del Olmo
Ligne 321: Arganda del Rey (Hospital) - Villar del Olmo
La ligne 260 ne fonctionne qu'en semaine hors jours fériés.